# Województwo elbląskie
Województwo elbląskie – województwo w latach 1975–1998. Powstało na podstawie reformy podziału administracyjnego Polski dokonanego przez władze PRL. W wyniku tego z dotychczasowych 17 powstało 49 nowych województw, wśród nich także elbląskie. Stolicą województwa był Elbląg, największe miasto na tym terenie, ośrodek administracyjny i przemysłowy.
W aktualnym podziale administracyjnym teren byłego elbląskiego znalazł się w granicach województw: pomorskiego – część zachodnia i warmińsko-mazurskiego – część wschodnia.

## Położenie geograficzne
Województwo elbląskie było położone w północnej Polsce, graniczyło z:
- województwem gdańskim i województwem bydgoskim od zachodu
- województwem toruńskim od południa
- województwem olsztyńskim od wschodu
- obwodem królewieckim i Morzem Bałtyckim od północy.

### Położenie w porównaniu do poprzedniego podziału administracyjnego
Tereny województwa elbląskiego znajdowały się przed 1975 w województwie gdańskim i olsztyńskim.

### Położenie w porównaniu do następnego podziału administracyjnego
Reforma administracyjna z 1999 podzieliła województwo niemal na dwie równe części pomiędzy województwa warmińsko-mazurskie i pomorskie. W województwie warmińsko-mazurskim wraz ze stolicą województwa Elblągiem znalazły się północno-wschodnie: Pasłęk, Braniewo, Orneta oraz południowo-wschodnie: Susz i Kisielice, tereny dawnego regionu. Natomiast część zachodnia – pas powiatów nadwiślańskich: Kwidzyn, Sztum, Malbork, Nowy Dwór Gdański w tym obszar Żuław Wiślanych i cała morska linia brzegowa wraz z Mierzeją Wiślaną zostały przyłączone do województwa pomorskiego.

### Położenie na tle makro i mezoregionów
Według podziału na regiony fizycznogeograficzne Kondrackiego województwo elbląskie znajdowało się na terenie:
- Pobrzeża Gdańskiego (Mierzeja Wiślana, Żuławy Wiślane, Wysoczyzna Elbląska, Równina Warmińska, Wybrzeże Staropruskie)
- Niziny Staropruskiej (Wzniesienia Górowskie, Równina Ornecka)
- Pojezierze Iławskie
- Pojezierza Wschodniopomorskiego (Pojezierze Starogardzkie)

## Demografia
Województwo elbląskie zajmowało powierzchnię 6103 km², miało 486 000 mieszkańców (z czego 62,3% w miastach). Średnia gęstość zaludnienia wynosiła 80 osób/km²

### Miasta
Ludność 31.12.1998
- Elbląg – 129 782
- Kwidzyn – 39 560
- Malbork – 39 256
- Braniewo – 18 865
- Pasłęk – 12 516
- Sztum – 10 930
- Nowy Dwór Gdański – 10 462
- Orneta – 9837
- Prabuty – 8125
- Dzierzgoń – 5653
- Susz – 5600
- Nowy Staw – 3896
- Pieniężno – 2975
- Tolkmicko – 2766
- Frombork – 2528
- Kisielice – 2222
- Młynary – 1844
- Krynica Morska – 1376

### Ludność w latach
| Rok  | Ludność (w tys.) | Gęstość zaludnienia | Ludność miast (w tys.) | Odsetek ludności w miastach |
| 1975 | 422,7            | 69,26               | 227,2                  | 53,8                        |
| 1976 | 425,6            | 69,74               | 231,9                  | 54,5                        |
| 1977 | 430,1            | 70,47               | 237,1                  | 55,1                        |
| 1978 | 432,9            | 70,93               | 248,1                  | 56,7                        |
| 1979 | 437,1            | 71,62               | 252,5                  | 56,7                        |
| 1980 | 441,5            | 72,34               | 252,4                  | 57,2                        |
| 1981 | 446,4            | 73,14               | 257,2                  | 57,6                        |
| 1982 | 451,4            | 73,96               | 261,4                  | 57,9                        |
| 1983 | 457,8            | 75,01               | 265,7                  | 58,0                        |
| 1984 | 462,5            | 75,78               | 271,0                  | 58,6                        |
| 1985 | 466,6            | 76,45               | 274,0                  | 58,7                        |
| 1986 | 469,6            | 76,95               | 278,6                  | 59,3                        |
| 1987 | 472,2            | 77,37               | 282,3                  | 59,8                        |
| 1988 | 474,6            | 77,77               | 289,0                  | 60,9                        |
| 1989 | 476,5            | 78,08               | 292,4                  | 61,4                        |
| 1990 | 478,9            | 78,47               | 295,8                  | 61,8                        |
| 1991 | 481,0            | 78,81               | 300,2                  | 62,4                        |
| 1992 | 486,1            | 80                  | 302,8                  | 62,3                        |

## Gminy i rejony
Województwo elbląskie w 1990 roku zostało podzielone na 4 rejony:
- Braniewo (Braniewo, Frombork, Młynary, Orneta, Pieniężno, Gmina Braniewo, Gmina Frombork, Gmina Lelkowo, Gmina Młynary, Gmina Orneta, Gmina Pieniężno, Gmina Płoskinia, Gmina Wilczęta),
- Elbląg (Elbląg, Krynica Morska, Nowy Dwór Gdański, Pasłęk, Tolkmicko, Gmina Elbląg, Gmina Godkowo, Gmina Gronowo Elbląskie, Gmina Markusy, Gmina Milejewo, Gmina Nowy Dwór Gdański, Gmina Ostaszewo, Gmina Pasłęk, Gmina Rychliki, Gmina Stegna, Gmina Sztutowo, Gmina Tolkmicko),
- Kwidzyn (Kwidzyn, Prabuty, Gardeja, Sadlinki, Ryjewo, Susz, Kisielice),
- Malbork (Dzierzgoń, Lichnowy, Malbork, Mikołajki Pomorskie, Miłoradz, Nowy Staw, Stare Pole, Stary Dzierzgoń, Stary Targ i Sztum oraz miast: Dzierzgoń, Malbork, Nowy Staw i Sztum)

## Gospodarka

### Rolnictwo i przemysł rolno-spożywczy
Użytki rolne w latach 70. zajmowały 66% powierzchni województwa. Najbardziej urodzajnymi glebami województwa były mady rzeczne na Żuławach położonych w zachodniej części województwa. Najsłabsze gleby znajdowały się na mierzei. W centralnej i wschodniej części dominowały gleby brunatne wytworzone z glin lekkich i średnich. Na południu gleby brunatne utworzone z piasków słabogliniastych. Głównymi uprawami były pszenica, jęczmień, buraki cukrowe, rzepak oraz rośliny strączkowe. Średnie plony czterech zbóż z ha wynosiły 38q i były o 40% wyższe niż średnia krajowa. Na mniej urodzajnych ziemiach dominowała hodowla, zwłaszcza bydła i trzody chlewnej.
Ze względu na rozwinięte rolnictwo, rozbudował się przemysł rolno-spożywczy, szczególnie cukrownie, mleczarnie, rzeźnie, browary. Po transformacji ustrojowej wiele z zakładów upadło lub znacznie ograniczyło produkcję.

### Przemysł

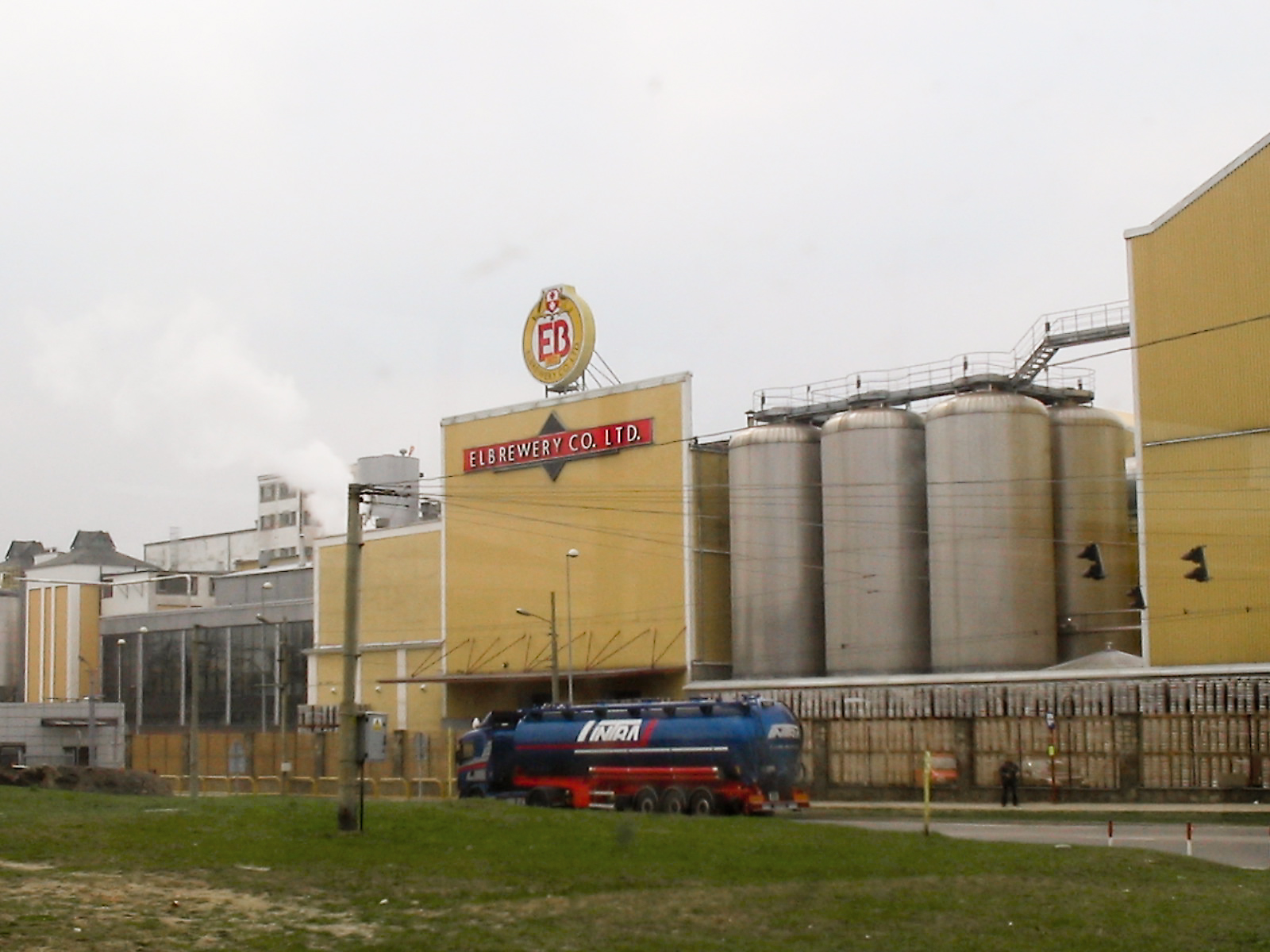
Browar w Elblągu

Województwo elbląskie miało charakter przemysłowo – rolniczy. Głównym ośrodkiem przemysłowym była stolica województwa, w której znajdował się jedyny znaczący w gospodarce krajowej okręg przemysłowy. Podstawową gałęzią przemysłu rozwiniętą w Elblągu był przemysł elektromaszynowy. Głównym produktem były turbiny i turbozespoły oraz urządzenia okrętowe produkowane głównie dla stoczni zlokalizowanych w Trójmieście. Dość duże znaczenie miały również przemysł odzieżowy, spożywczy i drzewno-papierniczy. W Elblągu działała Elektrociepłownia Elbląg (dziś pod nazwą ENERGA Kogeneracja Sp. z o.o), opalana węglem kamiennym. Jednakże produkcja prądu w Elblągu nie odgrywała większej roli w gospodarce kraju.
Drugim po Elblągu, znacznie mniejszym ośrodkiem przemysłowym był Kwidzyn, jeden z najważniejszych w Polsce ośrodków przemysłu papierniczego i drzewnego. Mniejszymi ośrodkami przemysłowymi były Malbork, Orneta, Pasłęk i Prabuty.

### Górnictwo i surowce mineralne
Teren województwa jest ubogi w zasoby naturalne. Występują w niewielkich ilościach iły nad Zalewem Wiślanym oraz torfy w okolicy Pasłęka. Jednakże górnictwo nie odgrywało większej roli w gospodarce zarówno województwa, jak i gmin.

## Transport

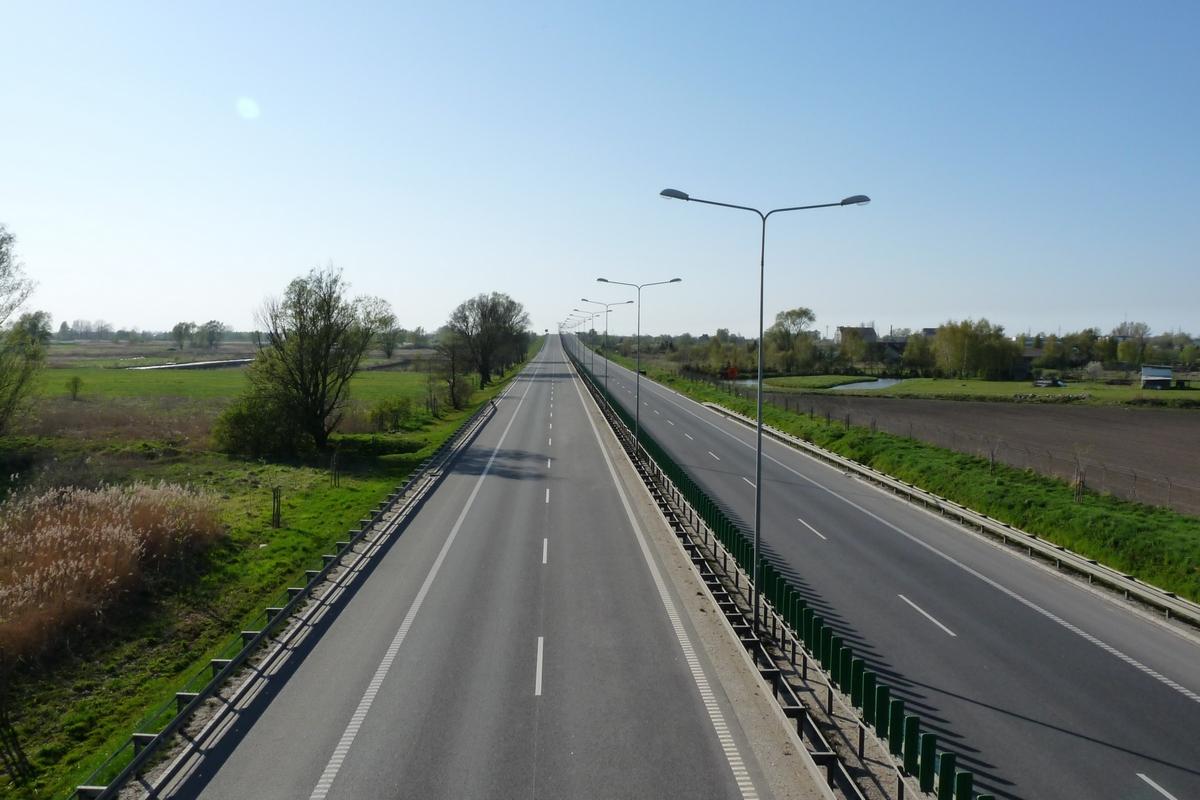
Obwodnica Elbląga, droga nr 7

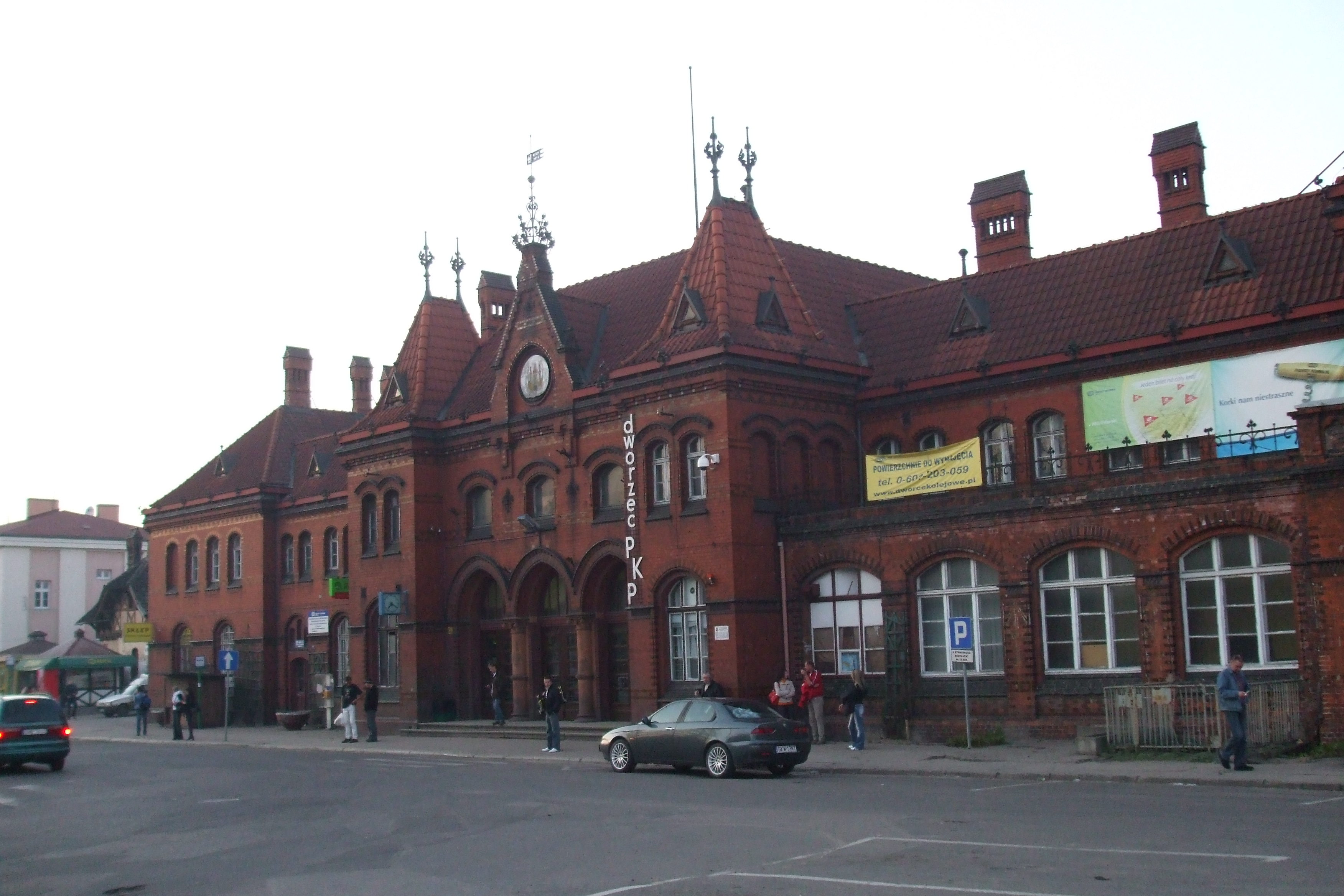
Stacja kolejowa w Malborku, największym węźle kolejowym w województwie

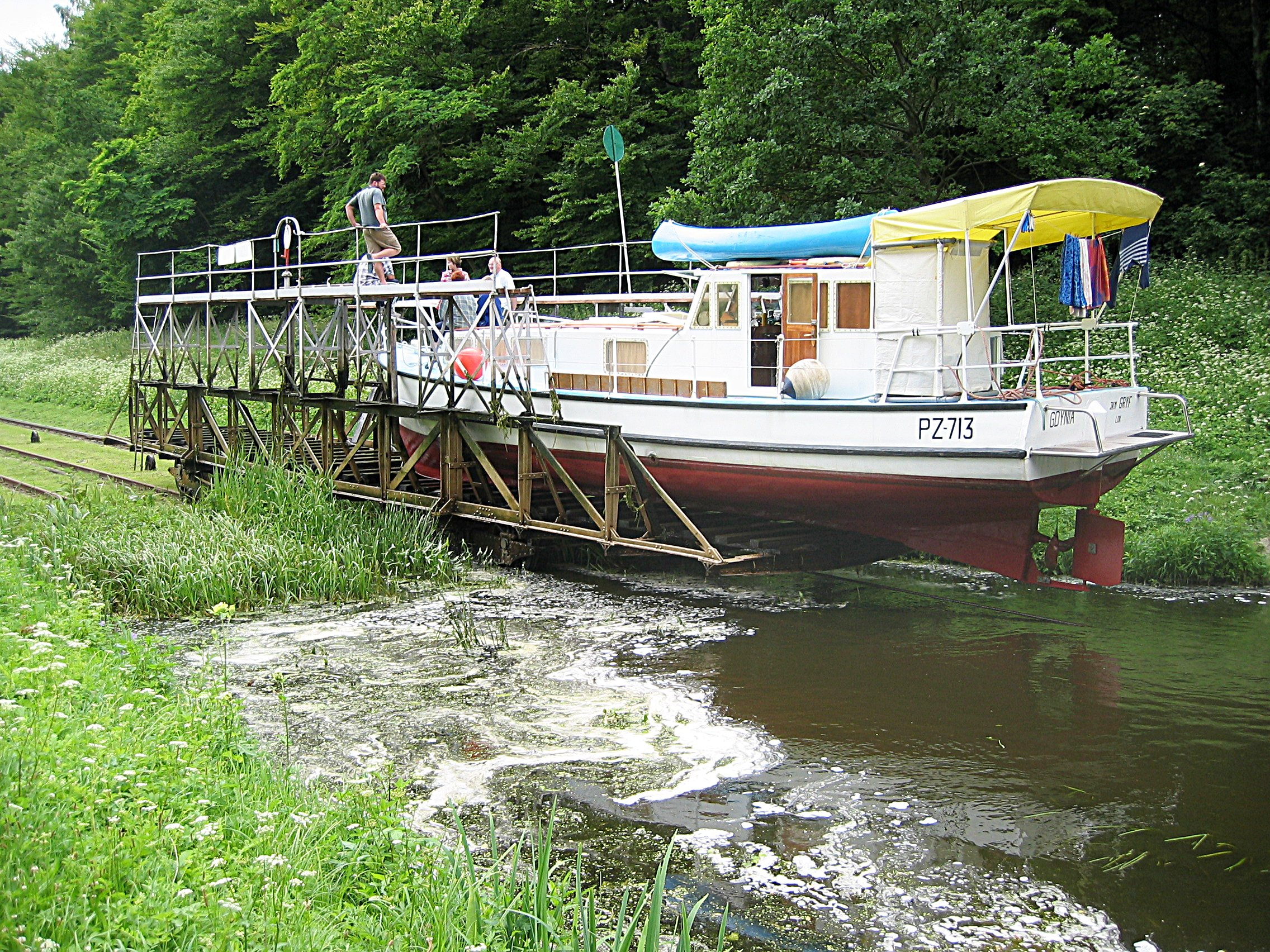
Kanał Elbląski

### Transport drogowy
W 1950 konwencja genewska ustaliła przebieg dróg europejskich. Przez teren województwa elbląskiego przechodziła wówczas trasa E81 łącząca Gdańsk z Warszawą. Trasa ta odpowiadała polskiej drodze krajowej nr 10 Warszawa – Gdańsk. Plany Rządu z 1985 uwzględniały przebudowę tej trasy do standardu drogi ekspresowej.
Według planu rządowego z 1993 miała powstać droga ekspresowa z Elbląga do granicy państwa w Grzechotkach.

### Transport kolejowy

#### Kolej normalnotorowa
Gęstość sieci kolejowej w województwie elbląskim w 1975 wynosiła 8,4 km na 100 km² i była wyższa niż średnia krajowa o 0,8 km. W 1989 gęstość sieci spadła do 8,1 i była tylko o 0,3 wyższa niż gęstość krajowa.
Województwo elbląskie było wśród nielicznych województw, w których wszystkie miasta były obsługiwane przez kolej.

#### Kolej wąskotorowa
Na terenie Żuław Wiślanych przez cały okres istnienia województwa elbląskiego działa Żuławska Kolej Dojazdowa. Z racji tego, że część lewobrzeżną (czyli tę leżącą na terenie województwa gdańskiego) zamknięto w 1974, to w latach 1975–1998 cała sieć znajdowała się w województwie elbląskim. Kolej wąskotorowa przestała kursować w 1999, czyli już po reformie administracyjnej. W 2002 reaktywowano przewozy turystyczne na niewielkim względem całości odcinku z Nowego Dworu do Sztutowa.

### Żegluga śródlądowa
Województwo elbląskie było istotnym ośrodkiem w żegludze śródlądowej. Unikatowe na skalę światową urządzenia hydrotechniczne umieszczone na Kanale Elbląskim są tego najlepszym przykładem. Infrastrukturę wodną uzupełniają port morski w Elblągu i 3 małe porty (Tolkmicko, Frombork i Krynica Morska).

### Lotnictwo
Województwo elbląskie nigdy nie posiadało infrastruktury lotniczej. Najbliższe lotniska międzynarodowe zlokalizowane były w Gdańsku-Rębiechowie (obecnie: Port lotniczy Gdańsk im. Lecha Wałęsy) oddalonym o 80 km i w Warszawie (Port Lotniczy Warszawa-Okęcie) 300 km od Elbląga.
Na terenie województwa znajdowały się jedynie:
- lotnisko sportowe w Elblągu (Aeroklub Elbląski)
- lotnisko wojskowe w Królewie Malborskim

### Komunikacja miejska

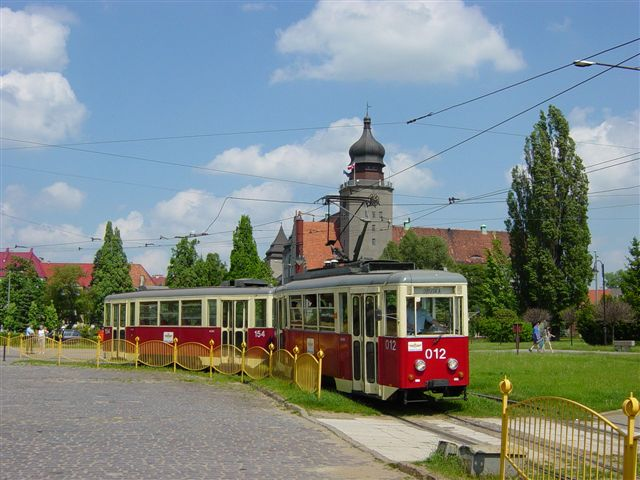
Tramwaje w Elblągu

Na terenie województwa w dwóch miastach działała komunikacja miejska: w Elblągu (tramwaje i autobusy) oraz w Malborku (autobusy). W latach 1975–1991 komunikacja miejska była organizowana przez Wojewódzkie Przedsiębiorstwo Komunikacyjne w Elblągu. WPK pełniło również funkcje przewoźnika w obu miastach. W 1991 r. WPK rozpadło się na spółki miejskie. W Elblągu w latach 1992–1993 doszło do kolejnych rozpadów, w wyniku których wydzielone zostały Zarząd Komunikacji Miejskiej w Elblągu zajmujący się organizacją przewozów oraz spółki zajmujące się tylko przewozem tramwajami i tylko przewozem autobusami.